# Élisabeth d'Autriche (1285-1352)
Pour les articles homonymes, voir Élisabeth d'Autriche.
 (juillet 2021).
Si vous disposez d'ouvrages ou d'articles de référence ou si vous connaissez des sites web de qualité traitant du thème abordé ici, merci de compléter l'article en donnant les références utiles à sa vérifiabilité et en les liant à la section « Notes et références ».
Élisabeth d'Autriche, née vers 1285 à Vienne et décédée le 19 mai 1352 à Nancy, est une princesse de la maison de Habsbourg, fille du roi Albert Ier et d'Élisabeth de Tyrol. Épouse du duc Ferry IV, elle fut régente du duché de Lorraine de 1328 à 1334 pour son fils Raoul.

## Mariage et descendance

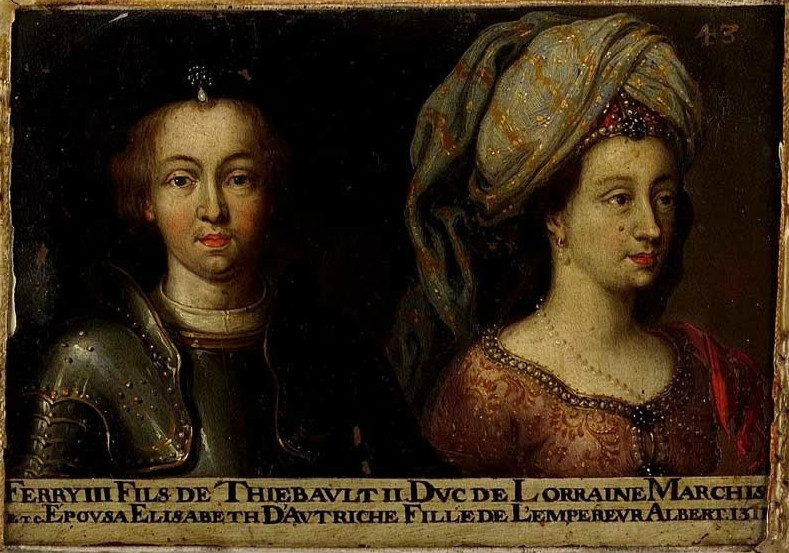
Ferry IV, duc de Lorraine, et son épouse Élisabeth, portrait du XVIIe siècle.

Élisabeth est une fille cadette d'Albert Ier de Habsbourg (1255-1308), élu roi des Romains en 1298, et de son épouse Élisabeth de Tyrol (1262-1313) issue de la maison de Goritz. Il était prévu initialement, pour s'associer au royaume de France, que la jeune femme sera l'épouse de Philippe IV le Bel ; ce projet, toutefois, a été abandonné après que le frère aîné d'Élisabeth, Rodolphe III, se maria avec Blanche de France, une demi-sœur du roi.
En 1307 à Nancy, elle épousa Ferry IV (1282-1328), le futur duc de Lorraine. Ils eurent pour enfants :
- Raoul dit le Vaillant (1320-1346), duc de Lorraine, épouse en 1329 Aliénor († 1332), fille du duc Édouard Ier de Bar, puis en 1334 Marie de Châtillon (1323-1363), fille du comte Guy Ier de Blois-Châtillon ;
- Anne ;
- Marguerite († après 1376), mariée à Jean de Chalon, seigneur d'Auberive († 1350), puis à Conrad, comte de Fribourg, et à Ulrich († 1377), seigneur de Ribeaupierre ;
- Élisabeth ;
- Albert, chanoine à Liège ;
- Frédéric, Comte de Luneville ;
- Theobald, chanoine à Trèves puis à Liège ;
- Blanche, none à Andlau.

Elle reçut en douaire Neufchâteau et Châtenois.

## La régence
À la mort de son mari en 1328 ou 1329, elle devint régente du duché. Philippe VI de Valois, roi de France et suzerain pour une partie du Barrois voisin, s'inquiète de voir le duché gouverné par la sœur de Frédéric le Bel, roi de Germanie. Mais la duchesse sait faire preuve d'initiative et ne se laisse pas impressionner par ses nombreux ennemis.
Le 3 novembre 1329, le pape demande à la duchesse d'intervenir auprès de Simon de Maxéville afin qu'il libère Adhémar de Monteil, évêque de Metz.
À la même époque, elle mène la guerre contre les frères de Hohenstein, et met fin au litige par deux traités, du 17 décembre 1329 et du 10 février 1330.
Le 10 mars 1330, elle signe un traité d'alliance offensive et défensive avec Edouard Ier, comte de Bar.
Le 17 mars 1330, Liverdun se place sous sa garde pour sept ans. En 1334, son fils aîné Raoul de Lorraine est proclamé majeur. La duchesse lui cède les rênes du pouvoir tout en demeurant active.
Vers 1340, pour protéger l'exploitation des sources d'eaux salées du duché, elle fait construire la forteresse de Château-Salins laquelle excite très rapidement la convoitise de l'évêque de Metz, Adhémar de Monteil. Une guerre s'ensuit mais la forteresse reste dans la patrimoine du duc.
En 1346 le duc Raoul tombe à la Bataille de Crécy dans les rangs Français laissant un fils mineur. La régence est confiée à la mère du jeune duc, Marie de Châtillon.
La duchesse Elisabeth s'éteint en 1352 à l'âge de 67 ans et fut inhumée au couvent de Königsfelden. Sa dépouille mortelle a été transférée en 1770 à l'abbaye Saint-Blaise dans la Forêt-Noire et repose aujourd'hui à l'abbatiale de Saint-Paul du Lavanttal en Carinthie.

## Sources
- Georges Poull, La Maison ducale de Lorraine, Nancy, Presses universitaires de Nancy, 1991, 575 p. [détail de l’édition] (ISBN 2-86480-517-0)